# 普拉茨堡 (紐約州普查規定居民點)
普拉茨堡（英語：Prattsburgh）是位於美國紐約州斯托本縣的普查規定居民點。

## 人口
根據2020年美國人口普查的數據，普拉茨堡的面積為4.25平方千米，皆為陸地。當地共有人口589人，而人口密度為每平方千米138.59人。